# The X Factour
The X Factour è stato un tour della band heavy metal Iron Maiden, in presentazione del loro album The X Factor, uscito nel 1995.

## Notizie generali
The X Factour è stato il tour di esordio di Blaze Bayley, ex cantante dei Wolfsbane, all'interno dei Maiden dopo l'abbandono di Bruce Dickinson. Questo tour ebbe meno successo degli altri e il gruppo registrò una minore affluenza ai concerti, principalmente per un calo di popolarità dell'heavy metal soprattutto negli Stati Uniti, ma nonostante ciò i Maiden arricchirono il loro tour di molte nuove tappe e si esibirono per la prima volta in posti come l'Israele o il Sudafrica.
È difficile definire la performance del nuovo cantante, poiché la sua posizione è stata ampiamente dibattuta dai fan nel corso degli anni. Indubbiamente Bayley fece uno sforzo encomiabile per adattare le vecchie canzoni dei Maiden alla sua estensione vocale, decisamente più limitata di quella del suo predecessore, anche se talvolta commise qualche errore nel voler raggiungere a tutti i costi alcune delle note più alte delle esibizioni di Bruce. È tuttavia un fatto che i fan mostrarono di non ammirare Bayley quanto il suo predecessore, tant'è vero che questi venne subito messo da parte con il ritorno di Bruce nella band, nel 1999.
Il tour venne bruscamente interrotto alla fine di marzo per ragioni di salute, a causa di una crisi allergica al polline che colpì Bayley nel sudest degli Stati Uniti.

## Gruppi di supporto
Suonarono come gruppi di supporto per questo tour: My Dying Bride, Dirty Deeds, The Almighty, Fear Factory e Psycho Motel.

## Date e tappe

### The X Factour Africa/Medio Oriente 1995 (Settembre/Ottobre 1995)
| Data       | Città                     | Luogo                      |
| ---------- | ------------------------- | -------------------------- |
| 28/09/1995 | Gerusalemme, Israele      | Sing Sing                  |
| 29/09/1995 | Haifa, Israele            | The End                    |
| 30/09/1995 | Tel Aviv, Israele         | Cinerama Theater           |
| 05/10/1995 | Johannesburg, Sudafrica   | Standard Bank Arena        |
| 07/10/1995 | Durban, Sudafrica         | Village Green              |
| 09/10/1995 | Città del Capo, Sudafrica | Good Hope Center           |
| 12/10/1995 | Beirut, Libano            | Mont La Salle (Cancellata) |

### The X Factour Europa (Ottobre/Novembre 1995)
| Data       | Città                  | Luogo             |
| ---------- | ---------------------- | ----------------- |
| 14/10/1995 | Atene, Grecia          | Peristeri Stadium |
| 15/10/1995 | Salonicco, Grecia      | Ivanofiou         |
| 16/10/1995 | Sofia, Bulgaria        | Hristo Botev Hall |
| 17/10/1995 | Bucarest, Romania      | Polyvalent        |
| 20/10/1995 | Budapest, Ungheria     | Petofi Csarnok    |
| 21/10/1995 | Žilina, Slovacchia     | Sports Hall       |
| 22/10/1995 | Praga, Repubblica Ceca | Industrial Palace |
| 24/10/1995 | Varsavia, Polonia      | Torwar Hall       |
| 25/10/1995 | Toruń, Polonia         | Stadion KS Apator |
| 27/10/1995 | Helsinki, Finlandia    | House of Culture  |
| 29/10/1995 | Stoccolma, Svezia      | Circus            |
| 30/10/1995 | Oslo, Norvegia         | Sentrum           |
| 01/11/1995 | Göteborg, Svezia       | Kåren             |
| 02/11/1995 | Copenaghen, Danimarca  | KB Hallen         |

### The X Factour Regno Unito (Novembre 1995)
| Data       | Città                      | Luogo            |
| ---------- | -------------------------- | ---------------- |
| 04/11/1995 | Wolverhampton, Inghilterra | Civic Hall       |
| 05/11/1995 | Glasgow, Scozia            | Barrowlands      |
| 06/11/1995 | Manchester, Inghilterra    | Apollo Theatre   |
| 08/11/1995 | Leeds, Inghilterra         | Town And Country |
| 09/11/1995 | Newport, Galles            | Newport Centre   |
| 10/11/1995 | Londra, Inghilterra        | Brixton Academy  |

### The X Factour Europa (Novembre/Febbraio 1996)
| Data       | Città                     | Luogo                      |
| ---------- | ------------------------- | -------------------------- |
| 12/11/1995 | Colonia, Germania         | E-Werk                     |
| 13/11/1995 | Deinze, Belgio            | Brielpoort                 |
| 14/11/1995 | Bielefeld, Germania       | PC 69                      |
| 16/11/1995 | Parigi, Francia           | Le Zénith                  |
| 18/11/1995 | Pamplona, Spagna          | Pabellon Anaitasuna        |
| 20/11/1995 | Barcellona, Spagna        | Pavello Olimpic Hall Ebron |
| 21/11/1995 | Madrid, Spagna            | Real Madrid Pavilion       |
| 22/11/1995 | Cascais, Portogallo       | Pavilion                   |
| 24/11/1995 | Granada, Spagna           | Pabellon Ifagra            |
| 26/11/1995 | Torino, Italia            | Palasport                  |
| 27/11/1995 | Modena, Italia            | Palastompa                 |
| 28/11/1995 | Roma, Italia              | Palaeur                    |
| 30/11/1995 | Milano, Italia            | Palatrussardi              |
| 01/12/1995 | Firenze, Italia           | Palasport                  |
| 02/12/1995 | Pordenone, Italia         | Palasport                  |
| 03/12/1995 | Bolzano, Italia           | Palaonda                   |
| 05/12/1995 | Ginevra, Svizzera         | Salle des Fêtes de Thonex  |
| 06/12/1995 | Zurigo, Svizzera          | Volkshaus                  |
| 07/12/1995 | Fürth, Germania           | Stadthalle                 |
| 09/12/1995 | Hannover, Germania        | Capitol                    |
| 10/12/1995 | Lipsia, Germania          | Haus Auensee               |
| 12/12/1995 | Brema, Germania           | Aladin Music Hall          |
| 13/12/1995 | Amburgo, Germania         | Docks                      |
| 14/12/1995 | Berlino, Germania         | Neue Welt                  |
| 16/12/1995 | Vienna, Austria           | Wiener Stadthalle          |
| 17/12/1995 | Monaco, Germania          | Terminal 1                 |
| 19/12/1995 | Stoccarda, Germania       | Messe Congress – Zentrum B |
| 20/12/1995 | Neu-Isenburg, Germania    | Hugenottenhalle            |
| 22/12/1995 | Colonia, Germania         | E-Werk                     |
| 23/12/1995 | Zwolle, Paesi Bassi       | Ijsselhal                  |
| 12/01/1996 | Atene, Grecia             | Peristeri Stadium          |
| 13/01/1996 | Atene, Grecia             | Peristeri Stadium          |
| 16/01/1996 | Acireale, Italia          | Palasport                  |
| 17/01/1996 | Napoli, Italia            | Palapartenope              |
| 18/01/1996 | Perugia, Italia           | Palasport Evangelisti      |
| 19/01/1996 | Montichiari, Italia       | PalaGeorge                 |
| 21/01/1996 | Lubiana, Slovenia         | Dvorana Tivoli             |
| 23/01/1996 | Lione, Francia            | Le Transbordeur            |
| 24/01/1996 | Nizza, Francia            | Théâtre de Verdure         |
| 26/01/1996 | Montpellier, Francia      | Le Zénith                  |
| 27/01/1996 | Montluçon, Francia        | Anthanor                   |
| 28/01/1996 | Nancy, Francia            | Le Zénith                  |
| 30/01/1996 | Belfast, Irlanda del Nord | Maysfield Leisure Centre   |
| 31/01/1996 | Dublino, Irlanda          | SFX City Theatre, Dublin   |
| 02/02/1996 | Nottingham, Inghilterra   | Rock City                  |

### The X Factour Nord America (Febbraio/Aprile 1996)
| Data       | Città                                           | Luogo                           |
| ---------- | ----------------------------------------------- | ------------------------------- |
| 08/02/1996 | Québec, Canada                                  | Pavillon de la Jeunesse         |
| 09/02/1996 | Montréal, Canada                                | Verdun Auditorium               |
| 11/02/1996 | Toronto, Canada                                 | R.P.M. Warehouse                |
| 13/02/1996 | Boston, Stati Uniti d'America                   | Avalon Ballroom                 |
| 14/02/1996 | Providence, Stati Uniti d'America               | Lupo's Heartbreak Hotel         |
| 16/02/1996 | New York, Stati Uniti d'America                 | The Academy                     |
| 17/02/1996 | Filadelfia, Stati Uniti d'America               | Electric Factory                |
| 19/02/1996 | Baltimora, Stati Uniti d'America                | Hammerjack's                    |
| 20/02/1996 | Old Bridge, Stati Uniti d'America               | Birch Hill Night Club           |
| 21/02/1996 | Harrisburg, Pennsylvania, Stati Uniti d'America | Metron                          |
| 23/02/1996 | Pittsburgh, Pennsylvania, Stati Uniti d'America | Metropol                        |
| 24/02/1996 | Detroit, Michigan, Stati Uniti d'America        | Harpo's                         |
| 25/02/1996 | Cleveland, Ohio, Stati Uniti d'America          | Odeon Concert Club              |
| 27/02/1996 | Cincinnati, Ohio, Stati Uniti d'America         | Annie's                         |
| 28/02/1996 | Fort Wayne, Indiana, Stati Uniti d'America      | Pierre's                        |
| 29/02/1996 | Chicago, Illinois, Stati Uniti d'America        | Vic Theater                     |
| 02/03/1996 | Milwaukee, Wisconsin, Stati Uniti d'America     | The Rave                        |
| 03/03/1996 | Minneapolis, Minnesota, Stati Uniti d'America   | Mirage                          |
| 02/03/1996 | Saint Louis, Stati Uniti d'America              | Mississippi Nights              |
| 05/03/1996 | Atlanta, Stati Uniti d'America                  | Masquerade                      |
| 07/03/1996 | Orlando, Stati Uniti d'America                  | Embassy                         |
| 08/03/1996 | Fort Lauderdale, Florida, Stati Uniti d'America | The Edge                        |
| 09/03/1996 | Jacksonville, Florida, Stati Uniti d'America    | Shades                          |
| 10/03/1996 | Memphis, Stati Uniti d'America                  | 616                             |
| 12/03/1996 | Houston, Stati Uniti d'America                  | Millennium                      |
| 14/03/1996 | San Antonio, Stati Uniti d'America              | Sneakers                        |
| 15/03/1996 | Dallas, Stati Uniti d'America                   | Deep Ellum Live                 |
| 17/03/1996 | Lubbock, Stati Uniti d'America                  | Depot                           |
| 19/03/1996 | Albuquerque, Stati Uniti d'America              | Midnight Rodeo                  |
| 20/03/1996 | Denver, Stati Uniti d'America                   | Ogden Theater                   |
| 21/03/1996 | Salt Lake City, Stati Uniti d'America           | Salt Air                        |
| 23/03/1996 | Seattle, Stati Uniti d'America                  | Off Ramp Cafe                   |
| 24/03/1996 | Vancouver, Canada                               | Commodore Ballroom (Cancellata) |
| 25/03/1996 | Portland, Stati Uniti d'America                 | Roseland (Cancellata)           |
| 27/03/1996 | Sacramento, Stati Uniti d'America               | The Boardwalk (Cancellata)      |
| 28/03/1996 | San Francisco, Stati Uniti d'America            | The Fillmore (Cancellata)       |
| 30/03/1996 | Riverside, Stati Uniti d'America                | Rocking Horse (Cancellata)      |
| 31/03/1996 | Las Vegas, Stati Uniti d'America                | The Beach (Cancellata)          |
| 01/04/1996 | Phoenix, Stati Uniti d'America                  | Electric Ballroom (Cancellata)  |
| 02/04/1996 | San Diego, Stati Uniti d'America                | Soma (Cancellata)               |
| 04/04/1996 | Los Angeles, Stati Uniti d'America              | The Palace                      |
| 05/04/1996 | Los Angeles, Stati Uniti d'America              | The Palace                      |

### The X Factour Giappone (Aprile 1996)
| Data       | Città             | Luogo                 |
| ---------- | ----------------- | --------------------- |
| 11/04/1996 | Tokyo, Giappone   | Nakano Sun Plaza Hall |
| 12/04/1996 | Nagoya, Giappone  | Kinro Kaikan Hall     |
| 14/04/1996 | Fukuoka, Giappone | Skara Espacio         |
| 16/04/1996 | Osaka, Giappone   | Kosei Nenkin Kaikan   |
| 11/04/1996 | Tokyo, Giappone   | Kan-i Hoken Hall      |
| 18/04/1996 | Tokyo, Giappone   | Nakano Sun Plaza Hall |

### The X Factour Europa (Giugno/Agosto 1996)
| Data       | Città                        | Luogo                          |
| ---------- | ---------------------------- | ------------------------------ |
| 22/06/1996 | Seinäjoki, Finlandia         | Nummirock Festival             |
| 30/06/1996 | Dessel, Belgio               | Graspop Metal Meeting          |
| 06/07/1996 | Odense, Danimarca            | Midtfyn Festival               |
| 13/07/1996 | Weert, Paesi Bassi           | Bospop Festival                |
| 09/08/1996 | Murcia, Spagna               | San Javier Football Stadium    |
| 10/08/1996 | Jerez de la Frontera, Spagna | Recinto Ferial de Jerez        |
| 11/08/1996 | Miajadas, Spagna             | Football Stadium               |
| 13/08/1996 | Villarrobledo, Spagna        | Villarrobledo Football Stadium |
| 14/08/1996 | Huesca, Spagna               | Fraga Pabellon Ferial          |
| 16/08/1996 | Colmar, Francia              | Parc des Expositions           |
| 17/08/1996 | Cunlhat, Francia             | Free Wheel                     |

### The X Factour Sud America (Agosto/Settembre 1996)
| Data       | Città                      | Luogo                    |
| ---------- | -------------------------- | ------------------------ |
| 24/08/1996 | San Paolo, Brasile         | Estádio do Pacaembu      |
| 25/08/1996 | Curitiba, Brasile          | Estádio Couto Pereira    |
| 26/08/1996 | Rio de Janeiro, Brasile    | Metropolitan             |
| 27/08/1996 | Porto Alegre, Brasile      | Gigantinho (Cancellata)  |
| 29/08/1996 | Santiago del Cile, Cile    | Teatro Monumental        |
| 31/08/1996 | Buenos Aires, Argentina    | Obras Sanitarias Stadium |
| 01/09/1996 | Buenos Aires, Argentina    | Obras Sanitarias Stadium |
| 04/09/1996 | Città del Messico, Messico | Palacio de los Deportes  |
| 07/09/1996 | Monterrey, Messico         | Auditorio Coca Cola      |

## Tracce
1. Man On The Edge
2. Wrathchild
3. Heaven Can Wait
4. Lord Of The Flies
5. Fortunes Of War
6. Blood On The World's Hands
7. Afraid To Shoot Strangers
8. The Evil That Men Do
9. The Aftermath
10. Sign Of The Cross
11. Two Minutes To Midnight
12. The Edge Of Darkness
13. Fear Of The Dark
14. The Clairvoyant
15. Iron Maiden
16. The Number Of The Beast
17. Hallowed Be Thy Name
18. The Trooper

Tracce eseguite solo in poche date:
1. Running Free
2. Sanctuary

## Formazione
Gruppo
- Blaze Bayley – voce
- Dave Murray – chitarra
- Janick Gers – chitarra
- Steve Harris – basso
- Nicko McBrain – batteria

Altri musicisti
- Michael Kenney – tastiera